# 겨울애마 봄
"겨울애마 봄"은 1991년에 개봉한 대한민국의 영화이다.

## 캐스팅
- 박엘리자
- 장승화
- 진봉진
- 이성훈
- 박영노
- 송금식
- 정선우
- 정도화
- 이군호
- 노영대
- 김무스
- 서지은
- 이미향
- 이재성
- 임경숙 (우정출연)
- 이명희 (우정출연)